# James Henry Breasted
James Henry Breasted (Rockford, Illinois, 27 de agosto de 1865 — 2 de dezembro de 1935) foi um arqueólogo e historiador estadunidense.

## Biografia

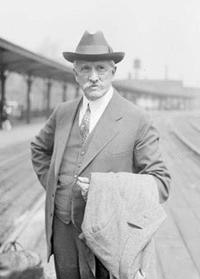
James Breasted (1928)

Breasted foi educado no North Central College (1888), no Seminário Teológico de Chicago, na Universidade Yale (Mestrado, 1891) e na Universidade de Berlim (Doutorado, 1894). Foi o primeiro cidadão estadunidense a obter um doutorado em egiptologia. Breasted estava na vanguarda da geração de arqueólogos-historiadores que ampliaram a ideia de civilização ocidental ao incluir todo o Oriente Próximo nas raízes culturais europeias. Foi também o criador do termo "crescente fértil" para descrever a área do Egito à Mesopotâmia.
Tornou-se instrutor na Universidade de Chicago em 1894 e professor de egiptologia e história oriental em 1905. Em 1901, foi indicado à direção do Museu Oriental Haskell, precursor do Instituto Oriental, inaugurado na Universidade de Chicago em 1896. Embora o Museu Haskell contivesse obras de arte do Oriente Próximo e do Extremo oriente, o seu interesse principal era o Egito; Breasted iniciou uma compilação de todas as inscrições hieroglíficas existentes, a qual foi publicada em 1906 intitulada Ancient Records of Egypt e hoje permanece como uma importante obra de referência.
Em 1919 o Instituto Oriental foi financiado por John Davison Rockefeller e sob tal patrocínio Breasted chefiou a primeira pesquisa arqueológica da Universidade no Egito. Foi eleito membro da Academia Nacional de Ciências em 1923.

## Amanhecer da Consciência
O livro Dawn of Conscience (1933) de Breasted foi uma grande influência para Sigmund Freud, que completou seu Moses and Monotheism em Londres em 1938. 
Tornou-se agora um sinistro lugar-comum na vida da geração do pós-guerra que o homem nunca hesitou em aplicar seu crescente poder mecânico para a destruição de sua própria espécie. A Guerra Mundial demonstrou agora as terríveis possibilidades do poder mecânico de destruição do homem. A única força que pode se opor com sucesso é a consciência humana – algo que a geração mais jovem está acostumada a considerar como um grupo fixo de escrúpulos ultrapassados. Todo mundo sabe que o incrível poder mecânico do homem é o produto de uma longa evolução, mas não é comumente percebido que isso também é verdade para a força social que chamamos de consciência - embora com esta importante diferença: como a mais antiga criatura conhecida para a fabricação de implementos, o homem tem fabricado armas destrutivas por possivelmente um milhão de anos, considerando que a consciência emergiu como uma força social há menos de cinco mil anos. Um desenvolvimento ultrapassou em muito o outro; porque um é velho, enquanto o outro mal começou e ainda tem infinitas possibilidades pela frente. Não podemos conscientemente colocar nossas mãos na tarefa de desenvolver ainda mais essa consciência recém-nascida até que ela se torne uma manifestação de boa vontade, forte o suficiente para estrangular o selvagem sobrevivente em nós? Essa tarefa certamente deve ser muito menos difícil do que aquela que nossos ancestrais selvagens realmente realizaram: a criação de uma consciência em um mundo onde, no começo, não existia. Não podemos conscientemente colocar nossas mãos na tarefa de desenvolver ainda mais essa consciência recém-nascida até que ela se torne uma manifestação de boa vontade, forte o suficiente para estrangular o selvagem sobrevivente em nós? Essa tarefa certamente deve ser muito menos difícil do que aquela que nossos ancestrais selvagens realmente realizaram: a criação de uma consciência em um mundo onde, no começo, não existia. Não podemos conscientemente colocar nossas mãos na tarefa de desenvolver ainda mais essa consciência recém-nascida até que ela se torne uma manifestação de boa vontade, forte o suficiente para estrangular o selvagem sobrevivente em nós? Essa tarefa certamente deve ser muito menos difícil do que aquela que nossos ancestrais selvagens realmente realizaram: a criação de uma consciência em um mundo onde, no começo, não existia.
—  James Henry Breasted, The Dawn of Conscience, (1933) Prólogo

## Obras
- A History of Egypt from the Earliest Times to the Persian Conquest. Nova York: Charles Scribner's Sons. 1905
- Ancient Records of Egypt: Historical Documents from the Earliest Times to the Persian Conquest, collected, edited, and translated, with Commentary. Chicago: University of Chicago Press. 1906–1907
- A History of the Ancient Egyptians, James Breasted, Nova York Charles Scribner's Sons, 1908
- Development of Religion and Thought in Ancient Egypt: Lectures delivered on the Morse Foundation at Union Theological Seminary. Nova York: Charles Scribner's Sons. 1912
- Ancient Times — A History of the Early World. Boston: The Athenæum Press. 1916
- Survey of the Ancient World. Boston: The Athenæum Press. 1919
- Oriental Forerunners of Byzantine Painting: First-Century Wall Paintings from the Fortress of Dura on the Middle Euphrates. Chicago: University of Chicago Oriental Institute Publications. 1924. ISBN 9780226071855
- The Conquest of Civilization. Nova York; Londres: Harper and Brothers. 1926
- The Dawn of Conscience. Nova York: Charles Scribner's Sons. 1933